# 蝙蝠を撃て!
『蝙蝠を撃て!』（こうもりをうて!）は、原作：雁屋哲、作画：シュガー佐藤による日本の漫画作品。1997年（平成9年）から1998年（平成10年）にかけて『週刊金曜日』に連載。単行本化はされていない。

## 概要
喫茶店を舞台にして、店主と2人の大学生が保守派の言論人について批判的に会話する。週刊誌の編集者や書店の店主も会話に参加する。
保守派の言論人を名指しで攻撃した内容から「左翼版ゴーマニズム宣言」と言われる。

## 登場人物
荻野朔次
55歳。喫茶店「木の実」店主。
赤池一郎
21歳。大学生。
白木遊美
21歳。大学生。帰国子女。
水野祥子
33歳。『週刊言論』編集者。
久田修
50歳。書店「かみうお屋」店主。

## 書誌情報
| 話数   | タイトル             | 回数  | 発行日付       |
| ------ | -------------------- | ----- | -------------- |
| 第1話  | プロローグ           | 1     | 1997年2月21日  |
| 第2話  | プロローグ           | 2     | 1997年2月28日  |
| 第3話  | 江藤淳篇             | その1 | 1997年3月7日   |
| 第4話  | 江藤淳篇             | その2 | 1997年3月14日  |
| 第5話  | 江藤淳篇             | その3 | 1997年3月21日  |
| 第6話  | 江藤淳篇             | その4 | 1997年3月28日  |
| 第7話  | 江藤淳篇             | その5 | 1997年4月4日   |
| 第8話  | 西部邁篇             | その1 | 1997年5月9日   |
| 第9話  | 西部邁篇             | その2 | 1997年5月16日  |
| 第10話 | 西部邁篇             | その3 | 1997年5月23日  |
| 第11話 | 西部邁篇             | その4 | 1997年5月30日  |
| 第12話 | 渡部昇一篇           | その1 | 1997年6月27日  |
| 第13話 | 渡部昇一篇           | その2 | 1997年7月4日   |
| 第14話 | 渡部昇一篇           | その3 | 1997年7月11日  |
| 第15話 | 渡部昇一篇           | その4 | 1997年7月18日  |
| 第16話 | 西尾幹二篇           | その1 | 1997年8月22日  |
| 第17話 | 西尾幹二篇           | その2 | 1997年8月29日  |
| 第18話 | 西尾幹二篇           | その3 | 1997年9月5日   |
| 第19話 | 西尾幹二篇           | その4 | 1997年9月12日  |
| 第20話 | 西尾幹二篇           | その5 | 1997年9月19日  |
| 第21話 | 藤岡信勝篇           | その1 | 1997年10月24日 |
| 第22話 | 藤岡信勝篇           | その2 | 1997年10月31日 |
| 第23話 | 藤岡信勝篇           | その3 | 1997年11月7日  |
| 第24話 | 藤岡信勝篇           | その4 | 1997年11月14日 |
| 第25話 | 藤岡信勝篇           | その5 | 1997年11月21日 |
| 第26話 | 上坂冬子、曽野綾子篇 | その1 | 1998年4月3日   |
| 第27話 | 上坂冬子、曽野綾子篇 | その2 | 1998年4月10日  |
| 第28話 | 上坂冬子、曽野綾子篇 | その3 | 1998年4月17日  |
| 第29話 | 上坂冬子、曽野綾子篇 | その4 | 1998年4月24日  |
| 第30話 | 上坂冬子、曽野綾子篇 | その5 | 1998年5月1日   |

## 反響
中宮崇はタイトルの「蝙蝠」とは週刊金曜日ブラックリストに載ったり同誌の読者が恐れ嫌う自由主義史観、反知性主義者、歴史修正主義者、ネット右翼といった層を意味してそれら左翼が気に食わない人物たちを悪意に満ちたえげつない者として描き、潰していこうとするのが本作の主旨で、登場人物は原作者が同じ『美味しんぼ』の山岡士郎と違って善良そうなため「この顔でこんな事言うのかい」と違和感を覚えるだろうと考え、第3話において江藤淳は黒く尖った耳、真っ黒でグロテスクなコウモリ姿で描かれ、それに対して荻野が「親玉といっても所せんは蝙蝠の親玉だ」と言い、それに続いて「若手が彼の周囲に群がっている」「蝙蝠だけあって群れるのだね」「程度の低い連中ほどすぐ群れたがるのよ」「優れた者がいないところでは下らない人間が偉そうに幅を利かせているってことね」などお互い洗脳し合って、選民意識に凝り固まった罵倒が飛び交い、今後取り上げるコウモリより江藤は数段上だと一旦持ち上げてから「衰えが酷い」などボケ老人扱いをして攻撃相手がいかにくだらない相手かと読者に刷り込ませていると指摘、雁屋は荻野の口を借りて「江藤淳は国民のことなんかどうでもいい『天皇は神聖にして不可侵』という非合理で抑圧的な思想を背景に軍隊・憲兵、特高警察が国民を暴力で支配した戦前のあの暗黒時代に日本を戻したいのだ」と断言したことに対してはこれの根拠となった江藤の文章を示してよくもこれだけ曲解できるもので、水野は「日本を守るためにはこの蝙蝠どもを追い這わなければ駄目ね」とジャーナリストである彼女が組み伏せるではなく追い払うという言論で相手を説得しようとする態度を最初から放棄しているのはまさに雁屋のブログなどでの態度そのものであると批判している。